# Tamascani
Tamascani (łac. Diocesis Tamascaniensis) – stolica historycznej diecezji w Cesarstwie rzymskim, w prowincji Mauretania Sitifense, zlikwidowana w VII w. podczas ekspansji islamskiej, współcześnie w północnej Algierii. Obecnie katolickie biskupstwo tytularne.

## Biskupi
| Lp. | Biskup          | Funkcja                             | Od               | Do               |
| --- | --------------- | ----------------------------------- | ---------------- | ---------------- |
| 1   | Edward McCarthy | biskup pomocniczy Cincinnati (USA)  | 21 kwietnia 1965 | 25 sierpnia 1969 |
| 2   | Simon Tonyé     | biskup koadiutor Douali (Kamerun)   | 12 grudnia 1969  | 29 sierpnia 1973 |
| 3   | Roger Mahony    | biskup pomocniczy Fresno (USA)      | 7 stycznia 1975  | 15 lutego 1980   |
| 4   | Jerzy Dąbrowski | biskup pomocniczy gnieźnieński      | 20 lutego 1982   | 14 lutego 1991   |
| 5   | Gabino Zavala   | biskup pomocniczy Los Angeles (USA) | 8 lutego 1994    |                  |